# Stoltenberg (Allemagne)
Pour les articles homonymes, voir Stoltenberg.
Stoltenberg est une commune de l'arrondissement de Plön, dans le Schleswig-Holstein, en Allemagne.

## Géographie
La commune est située sur la rive orientale du lac Passader See.